# Dan Barker
Dan Barker (25 giugno 1949) è uno scrittore e musicista statunitense.
Laureato in teologia presso la Azusa Pacific University, è stato consacrato pastore nel 1975 e ha servito come assistente pastore in diverse chiese, finché è diventato ateo nel 1984. Nel 1992 ha pubblicato il libro Losing Faith in Faith: From Preacher to Atheist (Perdere la fede nella fede: da predicatore ad ateo). È sposato con Annie Laurie Gaylor, fondatrice dell'associazione "Freedom From Religion Foundation" con sede a Madison, nel Wisconsin. Barker è inoltre membro della Prometheus Society.
È noto per aver lanciato una sfida ai cristiani, ovvero quella di riferire cosa è accaduto veramente il giorno di Pasqua, a patto che l'intera storia venga raccontata seguendo le sacre scritture, in particolare i Vangeli (nei passi Matteo 28, Marco 16, Luca 24 e Giovanni 20-21), negli Atti degli Apostoli (1:3-12) e nella Prima lettera ai Corinzi (15:3-8).
La sfida venne inizialmente accettata da un sacerdote, con cui Barker ebbe una discussione durante un dibattito radio. Il sacerdote annunciò in quell'occasione che avrebbe mandato il suo resoconto nel giro di un paio di giorni, ma tale rapporto non arrivò mai.
Successivamente è arrivata risposta anche da parte di due sacerdoti a cui era stato inviato l'articolo contenente la sfida, ma nessuno dei due si è attenuto alle regole.